# Araneus metalis
Araneus metalis är en spindelart som först beskrevs av Tamerlan Thorell 1887. Araneus metalis ingår i släktet Araneus och familjen hjulspindlar.
Artens utbredningsområde är Myanmar. Inga underarter finns listade i Catalogue of Life.